# 29. Tony-gála
A 29. Tony-gála az 1974/1975-ös szezon legjobb Broadway színházi alakításait értékelte. A díjátadót 1975. április 20-án tartották a New York-i Winter Garden Theatreben, a műsor házigazdái Larry Blyden, George S. Irving, Larry Kert, Carol Lawrence, Michele Lee, Bernadette Peters és Bobby Van voltak. A gálát az ABC televízióadó közvetítette élőben.

## Győztesek és jelöltek
A nyertesek félkövérrel jelölve.
| Legjobb színdarab | Legjobb musical |
| --- | --- |
| - Equus – Peter Shaffer - Short Eyes – Miguel Pinero - Jövőre veled ugyanitt – Bernard Slade - Tengertánc – Edward Albee - Sizwe Banzi Is Dead/The Island – Athol Fugard, John Kani and Winston Ntshona - The National Health – Peter Nichols                                                                   | - The Wiz - Mack and Mabel - The Lieutenant - Shenandoah |
| Legjobb szövegkönyv musicalben | Legjobb eredeti zene |
| - James Lee Barrett, Peter Udell, Philip Rose – Shenandoah - Michael Stewart – Mack and Mabel - Gene Curty, Nitra Scharfman, Chuck Strand – The Lieutenant - William F. Brown – The Wiz | - The Wiz – Charlie Smalls (zene és dalszöveg) - A Letter for Queen Victoria – Alan Lloyd (zene és dalszöveg) - Shenandoah – Gary Geld (zene), Peter Udell (dalszöveg) - The Lieutenant – Gene Curty, Nitra Scharfman, Chuck Strand (zene és dalszöveg)                                                   |
| Legjobb férfi főszereplő színdarabban | Legjobb női főszereplő színdarabban |
| - John Kani, Winston Ntshona – Sizwe Banzi Is Dead/The Island (További szereplők) - Jim Dale – Scapin furfangjai (Scapino) - Peter Firth – Equus (Alan Strang) - Henry Fonda – Clarence Darrow (Clarence Darrow) - Ben Gazzara – Hughie and Duet ("Erie" Smith) - John Wood – Sherlock Holmes (Sherlock Holmes) | - Ellen Burstyn – Jövőre veled ugyanitt (Doris) - Elizabeth Ashley – Macska a forró bádogtetőn (Maggie Pollitt) - Diana Rigg – A mizantróp (Celimene) - Maggie Smith – Magánélet (Amanda Prynne) - Liv Ullmann – Babaház (Nora Helmer)                                                                    |
| Legjobb férfi főszereplő musicalben | Legjobb női főszereplő musicalben |
| - John Cullum – Shenandoah (Charlie Anderson) - Joel Grey – Goodtime Charley (Charley) - Raúl Juliá – Where's Charley? (Charley Wykeham) - Eddie Mekka – The Lieutenant (A hadnagy) - Robert Preston – Mack and Mabel (Mack Sennett)                                                                            | - Angela Lansbury – Gypsy (Mama Rose) - Lola Falana – Doctor Jazz (Edna Mae Sheridan) - Bernadette Peters – Mack and Mabel (Mabel Normand) - Ann Reinking – Goodtime Charley (Jeanne d’Arc) |
| Legjobb férfi mellékszereplő színdarabban | Legjobb női mellékszereplő színdarabban |
| - Frank Langella – Tengertánc (Leslie) - Larry Blyden – Nálunk, nálatok, náluk (Sidney) - Leonard Frey – The National Health (Barnet) - Philip Locke – Sherlock Holmes (Moriarty professzor) - George Rose – Nagyon Nagy Ő (Henry) - Dick Anthony Williams – Black Picture Show (Alexander)                     | - Rita Moreno – The Ritz (Googie Gomez) - Linda Miller – Black Picture Show (Jane) - Geraldine Page – Nálunk, nálatok, náluk (Marion) - Carole Shelley – Nálunk, nálatok, náluk (Jane) - Elizabeth Spriggs – Londoni arszlánok (Lady Gay Spanker) - Frances Sternhagen – Equus (Dora Strang)              |
| Legjobb férfi mellékszereplő musicalben | Legjobb női mellékszereplő musicalben |
| - Ted Ross – The Wiz (A gyáva oroszlán) - Tom Aldredge – Where's Charley? (Mr. Spettigue) - John Bottoms – Dance with Me (Jimmy Dick II) - Doug Henning – The Magic Show (Doug) - Gilbert Price – The Night That Made America Famous (Előadó) - Richard B. Shull – Goodtime Charley (Minguet)                   | - Dee Dee Bridgewater – The Wiz (Glinda) - Susan Browning – Goodtime Charley (Agnès Sorel) - Zan Charisse – Gypsy (Louise) - Taina Elg – Where's Charley? (Donna Lucia D'Alvadorez) - Kelly Garrett – The Night That Made America Famous (További szereplők) - Donna Theodore – Shenandoah (Ann Anderson) |
| Legjobb színdarabrendező | Legjobb musicalrendező |
| - John Dexter – Equus - Arvin Brown – The National Health - Frank Dunlop – Scapin furfangjai - Ronald Eyre – Londoni arszlánok - Athol Fugard – Sizwe Banzi Is Dead/The Island - Gene Saks – Jövőre veled ugyanitt                                                                                              | - Geoffrey Holder – The Wiz - Gower Champion – Mack and Mabel - Grover Dale – The Magic Show - Arthur Laurents – Gypsy |
| Legjobb koreográfia | Legjobb díszlettervezés |
| - George Faison – The Wiz - Gower Champion – Mack and Mabel - Donald McKayle – Doctor Jazz - Margo Sappington – Where's Charley? - Robert Tucker – Shenandoah - Joel Zwick – Dance with Me | - Carl Toms – Sherlock Holmes - Scott Johnson – Dance with Me - Tanya Moiseiwitsch – A mizantróp - William Ritman – God's Favorite - Rouben Ter-Arutunian – Goodtime Charley - Robin Wagner – Mack and Mabel                                                                                              |
| Legjobb jelmeztervezés | Legjobb látványtervezés |
| - Geoffrey Holder – The Wiz - Arthur Boccia – Where's Charley? - Raoul Pene Du Bois – Doctor Jazz - Willa Kim – Goodtime Charley - Tanya Moiseiwitsch – A mizantróp - Patricia Zipprodt – Mack and Mabel | - Neil Peter Jampolis – Sherlock Holmes - Chip Monk – The Rocky Horror Show - Abe Feder – Goodtime Charley - Andy Phillips – Equus - Thomas Skelton – All God's Chillun Got Wings - James Tilton – Tengertánc                                                                                             |

### Különdíjak
- Neil Simon
- Al Hirschfeld

## Előadott számok
- Mame néni ("Mame" - Angela Lansbury)
- Follies ("The Story of Lucy and Jessie" - Alexis Smith)
- Gypsy ("Everything's Coming up Roses" - Angela Lansbury and Company)
- Clive Baldwin
- Joey Faye

## Műsorvezetők
A gálán az alábbi műsorvezetők működtek közre:
- Jack Albertson
- Eve Arden
- Fred Astaire
- Milton Berle
- Ray Bolger
- Carol Channing
- Clifton Davis
- Buddy Ebsen
- Jack Haley
- Angela Lansbury
- Jack Lemmon
- John V. Lindsay
- Cleavon Little
- Walter Matthau
- Vincente Minnelli
- Carl Reiner
- Rosalind Russell
- Joe Smith
- Jean Stapleton

## Fordítás
- Ez a szócikk részben vagy egészben  a(z)   29th Tony Awards című angol Wikipédia-szócikk fordításán alapul.  Az eredeti cikk szerkesztőit annak laptörténete sorolja fel. Ez a jelzés csupán a megfogalmazás eredetét és a szerzői jogokat jelzi, nem szolgál a cikkben szereplő információk forrásmegjelöléseként.